# 金晶

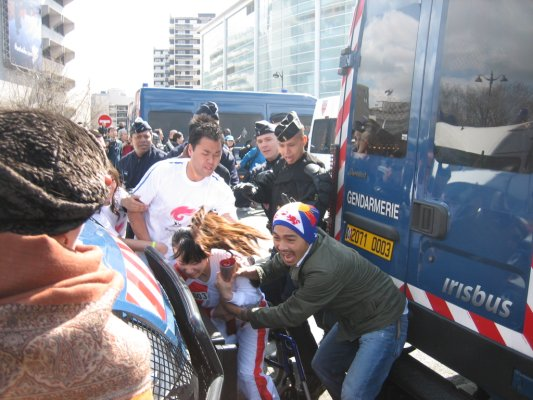
パリ市内で抗議者に襲われた金晶

金 晶（きん しょう、1981年10月 - ）は、中国の安徽省合肥市出身の女子車いすフェンシング選手。2008年にフランスのパリで行われた2008年北京オリンピックの聖火リレーでは政治的な抗議が巻き起こる中で聖火ランナーを務めた。
ABCニュースによれば、多くの抗議者が金晶からトーチを奪おうとしたもののほとんどがパリ警察に取り押さえられた。近づいてきた一人のチベット人の抗議者によってトーチが奪われそうになったことがあったものの、金晶は身を投げ出して守り抜くことに成功したことから国内で一躍名声を得た。
しかし、中国国内でフランスへの不満が高まったことから行われたフランスのスーパーマーケットチェーンのカルフールに対する不買運動に対しては反対を表明したため、中国国内のネット上の掲示板などでは批判が集まった。ヨーロッパ国内のメディアは「金晶が行った行為はただのやらせで、中国国民のナショナリズムに火をつけ、プロパガンダ行為に利用したのではないか」との見方を示している。